# Libnotes elissa
Libnotes elissa är en tvåvingeart som först beskrevs av Alexander 1947.  Libnotes elissa ingår i släktet Libnotes och familjen småharkrankar. Inga underarter finns listade i Catalogue of Life.